# كلوميتوسيلين
 كلوميتوسيلين كلوميتوسيللين Clometocillin  أو  كلوميتاسيلين كلوميتاسيللين clometacillin   هو دواء من مضادات البكتريا

## الزمرة الدوائية
مضاد حيوي من زمرة البنسلينات. من الصادات الحساسة للبيتا لاكتاماز.

## الاسم العلمي وفقاً لـ IUPAC
(2S,5R,6R)-6-([2-(3,4-dichlorophenyl)-2-methoxyacetyl]amino)-3,3-dimethyl-7-oxo-4-thia-1-azabicyclo[3.2.0]heptane-2-carboxylic acid

## الصيغة الكيميائية
C17H18Cl2N2O5S 

## الوزن الجزيئي
433.30622 غ/مول

## آليته
منع تركيب الجدار الخلوي الجرثومي.